# Амдерма
А́мдерма (на руски: Амдерма) е посьолок (от 1936 до 2004 г. – селище от градски тип) в Ненецки автономен окръг, Русия. Разположено е на Югорския полуостров, на брега на Карско море, недалеч от остров Вайгач. Към 2016 г. има население от 548 души.

## История
Названието Амдерма идва от ненецки и означава „леговище на моржове“.
Селището е основано през 1933 г. във връзка с началото на строителството на мина за добив на флуорит, чието находище е открито година по-рано. През 1936 г. Амдерма получава статут на селище от градски тип. След края на Втората световна война са открити нови находища на флуорит, които се оказват по-изгодни и впоследствие рудникът на Амдерма е затворен. Въпреки това, селището продължава да се развива като база за усвояване на Арктика. В периода 1940 – 1959 г. съществува Амдермински район. От 1956 до 1993 г. в летището на селището е базиран гвардейски изтребителен полк за противовъздушна отбрана. През 1980-те години добивът на флуорит е възобновен, но не задълго. След разпада на СССР населението на селището рязко спада. През 2004 г. Амдерма губи статута си на селище от градски тип и е превърнат отново в посьолок.

## Население
| 1959 | 1970 | 1979 | 1989 | 2002 | 2009 | 2010 |
| ---- | ---- | ---- | ---- | ---- | ---- | ---- |
| 3598 | 4516 | 4221 | 5495 | 647  | 572  | 541  |
| 2011 | 2012 | 2013 | 2014 | 2015 | 2016 |      |
| 556  | 547  | 552  | 555  | 562  | 548  |      |

## Климат
Климатът в Амдерма е полярен. Средната годишна температура е -6,4 °C, а средното количество годишни валежи е около 384 mm. От май до юли е полярен ден, а от ноември до януари е полярна нощ.
| Климатични данни за Амдерма           | Климатични данни за Амдерма | Климатични данни за Амдерма | Климатични данни за Амдерма | Климатични данни за Амдерма | Климатични данни за Амдерма | Климатични данни за Амдерма | Климатични данни за Амдерма | Климатични данни за Амдерма | Климатични данни за Амдерма | Климатични данни за Амдерма | Климатични данни за Амдерма | Климатични данни за Амдерма | Климатични данни за Амдерма |
| Месеци                                | яну.                        | фев.                        | март                        | апр.                        | май                         | юни                         | юли                         | авг.                        | сеп.                        | окт.                        | ное.                        | дек.                        | Годишно                     |
| Абсолютни максимални температури (°C) | 1,6                         | 1,5                         | 3,5                         | 7,6                         | 20,3                        | 28,0                        | 31,8                        | 28,8                        | 20,5                        | 11,7                        | 4,3                         | 4,9                         | 31,8                        |
| Средни максимални температури (°C)    | −14,4                       | −15,6                       | −12,6                       | −7,3                        | −1,6                        | 5,2                         | 10,8                        | 10,0                        | 6,1                         | −0,6                        | −7                          | −11                         | −3,1                        |
| Средни температури (°C)               | −18,2                       | −19,3                       | −16,3                       | −10,9                       | −4,4                        | 2,0                         | 6,8                         | 6,9                         | 3,7                         | −2,9                        | −10,1                       | −14,5                       | −6,4                        |
| Средни минимални температури (°C)     | −22,1                       | −23,1                       | −20,2                       | −14,6                       | −7                          | −0,4                        | 3,6                         | 4,3                         | −1,5                        | −5,4                        | −13,5                       | −18,2                       | −9,5                        |
| Абсолютни минимални температури (°C)  | −42,4                       | −44,6                       | −43,1                       | −33,9                       | −26                         | −9,5                        | −4,4                        | −3,3                        | −9,7                        | −27,7                       | −34,9                       | −39,7                       | −44,6                       |
| Средни месечни валежи (mm)            | 29,0                        | 24,4                        | 19,5                        | 17,2                        | 21,0                        | 35,2                        | 43,8                        | 48,9                        | 44,9                        | 42,1                        | 29,4                        | 28,9                        | 384,2                       |
| Средно количество слънчеви часове     | 2                           | 37                          | 126                         | 197                         | 171                         | 191                         | 253                         | 129                         | 71                          | 35                          | 6                           | 0                           | 1218                        |
| ------------------------------------- | --------------------------- | --------------------------- | --------------------------- | --------------------------- | --------------------------- | --------------------------- | --------------------------- | --------------------------- | --------------------------- | --------------------------- | --------------------------- | --------------------------- | --------------------------- |
| Източник: Climatebase                 |                             |                             |                             |                             |                             |                             |                             |                             |                             |                             |                             |                             |                             |

## Икономика
Към днешно време селището изпълнява главно транспортна функция – разполага с морско пристанище и летище. Пристанището се използва основно през летните месеци. Находището на флуорит вече не се разработва.